# Whitby (Engeland)
Whitby is een havenstad en civil parish in het bestuurlijke gebied Scarborough, in het Engelse graafschap North Yorkshire. De plaats telt 13.213 inwoners (volkstelling van 2011).

## Geschiedenis
In de Angelsaksische tijd (rond 657) was het reeds een nederzetting onder de naam Streanæshealh.
De heilige Hilda van Whitby was de eerste abdis van Whitby Abbey, een benedictijner abdij die in de 7e eeuw gevestigd werd. Onder invloed van Hilda werd Whitby een centrum van geleerdheid en dichtkunst. Het klooster bood onderdak aan de dichter Caedmon.
De ontdekkingsreiziger James Cook is verbonden met Whitby. Er staat dan ook een standbeeld van hem in de stad.
Een belangrijke bron van inkomsten in de 19e en 20e eeuw was de visserij, met name de walvisvaart. De tijd van walvisvaart is inmiddels verleden tijd. Er is nog wel steeds een vissersvloot die vis en krab vangt op de Noordzee.

## Haven
De haven vormt (letterlijk) het hart van de stad: het riviertje de Esk deelt de stad in tweeën. De beide oevers zijn verbonden door een oude draaibrug die slechts zeer beperkt geopend kan worden voor de scheepvaart. Alleen van een uur voor tot een uur na hoogwater staat er voldoende water om schepen door te laten. De meeste vissersbootjes liggen aan de zeezijde van de brug voor anker (droogvallend behalve een gebaggerde vaargeul). Voorbij de brug is een kleine jachthaven en een loskade voor coasters. Ook hier valt het grootste deel droog bij laag water. Alleen bij een paar steigers van de jachthaven en bij de kade blijft voldoende water staan. Om de vaargeul op diepte te houden werkt er permanent een klein baggerschip dat de modder opgraaft en vervolgens net buiten de pieren weer in zee stort.

## Whitby Jet
In Whitby is traditioneel een ambachtelijke juwelen- en sieraden kunstnijverheid gevestigd die gebaseerd is op het in de omgeving voorkomend git, het Whitby Jet. Het diepzwarte fossiel wordt gevonden rond de kliffen van Whitby en werd al in de bronstijd gebruikt om kralen en andere sieraden van te maken. De Romeinen dolven op grote schaal git. Whitby Jet was op de top van zijn populariteit in het midden van de 19e eeuw toen koningin Victoria het uitkoos voor haar rouwjuwelen.

## Whitby in literatuur
In Bram Stokers roman Dracula was Whitby de haven van aankomst voor de graaf. Een ander boek dat in Whitby speelt is The Hundred and Ninety Nine Steps van Michel Faber. De titel verwijst naar het aantal treden van de trap/het pad tussen de stad en het hoger gelegen complex van Whitby Abbey en St. Mary's Church.
Ook in de gedichten van de 7e-eeuwse dichter Caedmon komt Whitby voor. 

## Geboren in Whitby
- William Bateson (1861-1926), geneticus
- Arthur Brown (1942), rockzanger
- Beth Mead (1995), voetbalster

## Afbeeldingen

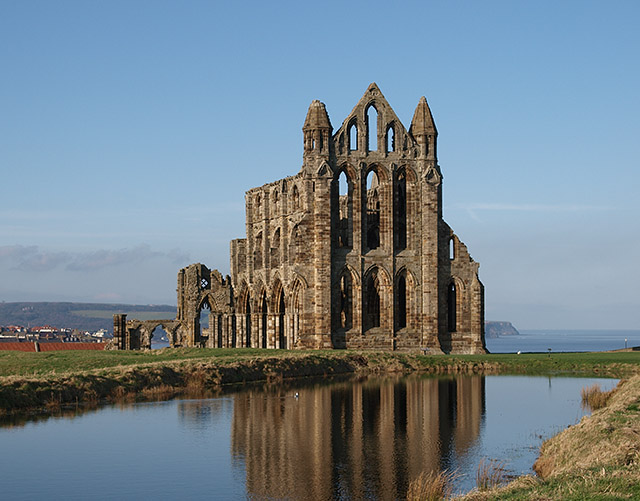
Whitby Abbey
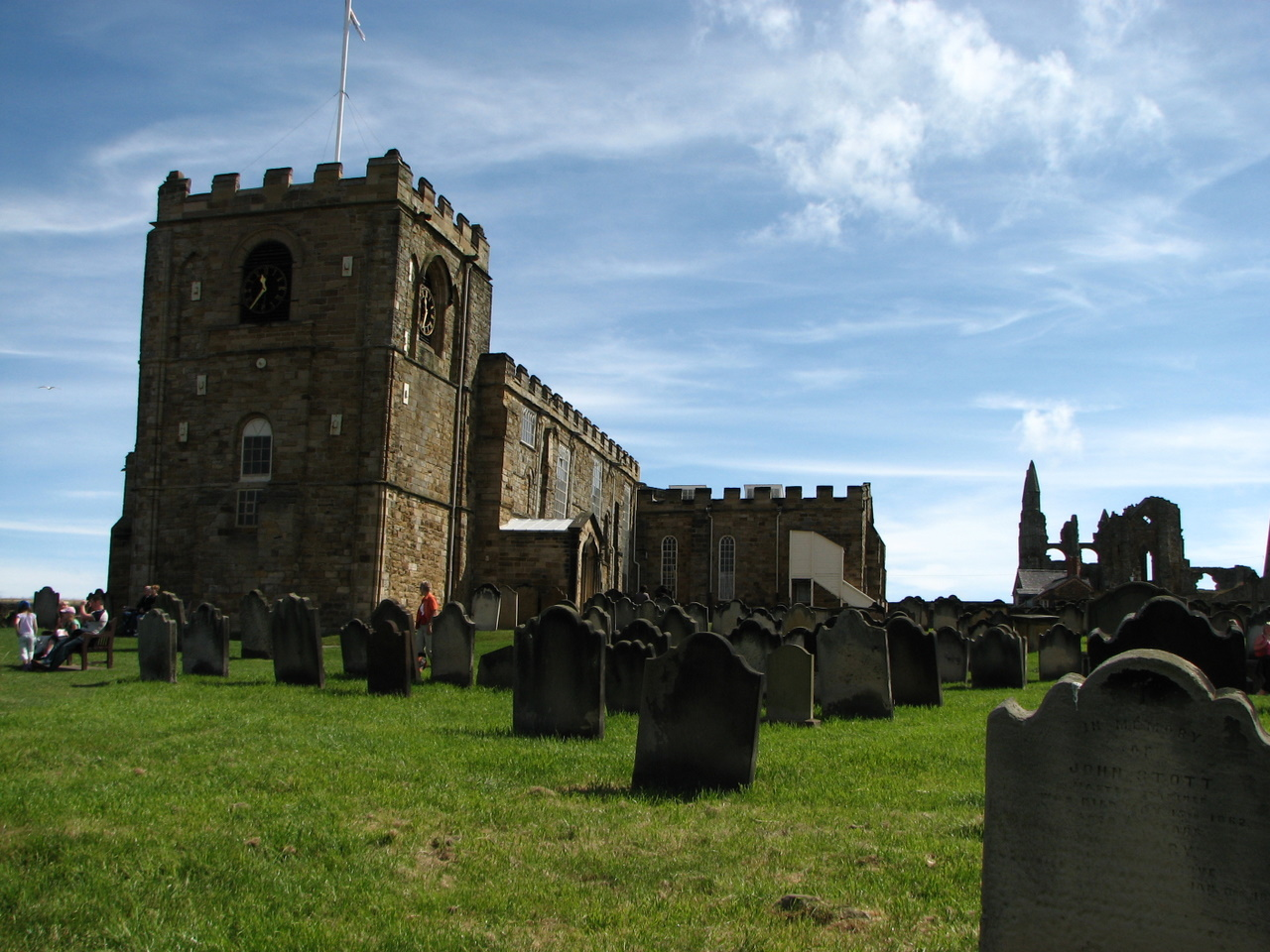
St Mary's Church